# Tomasz Ziętek
Tomasz Ziętek est un acteur et musicien polonais, né le 28 juin 1989 à Inowrocław (Pologne).

## Biographie
Tomasz Ziętek naît le 28 juin 1989, à Inowrocław, dans la voïvodie de Couïavie-Poméranie, en Pologne. En 2013, il suit des études au théâtre musical Danuta Baduszkowa à Gdynia.

## Filmographie

### Cinéma

#### Longs métrages
- 2011 : Black Thursday (Czarny Czwartek. Janek Wiśniewski padł) d'Antoni Krauze : Zbyszek Godlewski
- 2014 : Polskie gówno de Grzegorz Jankowski : un membre de l'équipe "Księgowi"
- 2014 : Kamienie na szaniec de Robert Gliński : Jan Bytnar
- 2015 : Demon de Marcin Wrona : Ronaldo
- 2015 : Carte blanche de Jacek Lusinski : Wojtek Madejski
- 2015 : Body (Cialo) de Małgorzata Szumowska : l'assistant avocat
- 2016 : Konwój de Maciej Żak : Feliks
- 2017 : Gwiazdy de Jan Kidawa-Blonski : Zygfryd Szoltysik
- 2017 : Cicha noc de Piotr Domalewski : Pawel
- 2017 : Atak paniki de Pawel Maslona : un membre du groupe
- 2018 : Another Day of Life de Raúl de la Fuente et Damian Nenow : Farrusco
- 2018 : Kamerdyner de Filip Bajon : Max von Krauss (non crédité)
- 2019 : La Communion (Boże Ciało) de Jan Komasa : 'Pinczer'
- 2020 : Żużel de Dorota Kędzierzawska : Lowa
- 2020 : Tarapaty 2 de Marta Karwowska : Karol
- 2020 : Jak najdalej stąd de Piotr Domalewski : 'Mlody'
- 2021 : Ne pas laisser de traces (Żeby nie było śladów) de Jan P. Matuszynski : Jurek Popiel
- 2021 : Opération Hyacinthe (Hiacynt) de Piotr Domalewski : Robert
- 2021 : Bo we mnie jest seks de Katarzyna Klimkiewicz : le conférencier de la chronique cinématographique

Prochainement
- 2021 : Orzel. Ostatni patrol de Jacek Bławut : le capitaine Jan Grudziński

#### Court métrage
- 2018 : Kartka z Powstania de Tomasz Dobosz : 'Pestka'

### Télévision

#### Téléfilm
- 2016 : Teatroteka: Krzywy domek d'Anna Wieczur-Bluszcz : Janek

#### Séries télévisées
- 2014 : Na dobre i na złe : Jarek (saison 15, épisode 19 : Zmiana planów)
- 2015 : Pakt : le journaliste (6 épisodes)
- 2019 : Odwróceni. Ojcowie i córki : Daniel Krajewski (7 épisodes)
- 2019 : World on Fire : Tomasz (6 épisodes)